# غرانت روبنسون (منافس ألعاب قوى)
غرانت روبنسون (بالإنجليزية: Grant Robison)‏ هو منافس ألعاب قوى أمريكي، ولد في 27 سبتمبر 1978 في إنجلوود في الولايات المتحدة.

## وصلات خارجية
- غرانت روبنسون على موقع الاتحاد الدولي لألعاب القوى (الإنجليزية)
- غرانت روبنسون على موقع أوليمبيديا (الإنجليزية)